# アレッポ大学
アレッポ大学（University of Aleppo、アラビア語: جامعة حلب、Aleppo University）は、アレッポに位置するシリアで2番目の規模を持つ大学。

## 沿革
- 1946年、フランス統治終了時、シリア大学（現：ダマスカス大学）が国内唯一の大学
- 1958年、シリア2番目の大学として設立する法律を制定
- 1960年、開校：2学部：土木工学、農学

## 機関
20学部：
- Informatics Engineering (2000)
- 土木工学部
- 建築学部
- Mechanical Engineering
- Electrical and Electronic Engineering
- Technological Engineering (2003)
- 農学部
- 医学部(1965)
- 理学部(1967)
- 人文学部（Arts and Humanities, 1966)
- 経済学部 (1963)
- 歯学部 (1979)
- 薬学部 (1993)
- 法学部 (1961)
- 教育学部 (2000)
- Agriculture II in Idleb (2005)
- Education II in Idleb (2005)
- Arts and Humanities II in Idleb (2005)

- Institute for the History of Arabic Science：Sciences and Archaeology

## 学長
1. Dr. Tawfik Al-Munajed (1960–67)
2. Dr. Mustafa Ezzat Al-Nassar (1968–69)
3. Dr. Ahmad Y Hassan (1973–79)
4. Dr. Mohammad Ali Huriah (1979–2000)
5. Dr. Saeed Farhoud (2001–04)
6. Dr. Mohammad Nizar Akil (from 2005)

## シリア内戦
2013年1月15日、大学寮と建築学部棟付近で2回の爆発があり、83人が死亡、少なくとも150人が重軽傷を負う事件が発生。原因は、シリア内戦の戦闘に伴う政府軍または反政府軍の誤爆と考えられている。
2024年12月1日にもロシア軍が空爆を実施し、12人が死亡、23人が負傷した。また空爆により2人のジャーナリストが死亡した（2024年アレッポ大学病院空爆）。